# Горбатовы (дворянский род)
Горбатовы (Горбатые) — древний дворянский род.
При подаче документов для внесения рода в Бархатную книгу, родословная роспись подана за подписью Петра Горбатова.

## Происхождение и история рода
Род происхождением из Пруссии. Один из потомков первовыехавшего, Иван прозванием Горбатой, от которого и весь род получил название.
Иван Никитич владел поместьем в Деревской пятине (1495), Михаил Иванович в Шелонской пятине (1498).
Иван Алексеевич Малый Горбатов был дворцовым дьяком (1520—1522). В Дворовой тетради упомянуты ржевитинин Василий Васильевич, боровитин Иван Болобанов и костромич Ерофей Никитич (1537—1550). Лев Горбатов упомянут сыном боярским по Стародубу (1538). Тверской помещик Борис Григорьевич служил князю И. Ф. Мстиславскому (1540). Андрей Горбатов гонец в Польшу (1536). Ефрем-Тупик Горбатов владел вотчиной в Белозёрском уезде (1556). Замятня Борисович поручился по князю и боярину З. И. Очину-Плещееву (1566), пристав при литовском гонце. Юрий Иванович владел поместьем в Каширском уезде (1556). Замятя Горбатов владел поместьем в Медынском уезде (1586), а сын его Наум в Орловском уезде (1594).
Фёдор Фёдорович вёрстан новичным окладом по Курску (1628). Жилец Степан Осипович каширский помещик (1677).
Четыре представителя рода владели населёнными имениями (1699).

## Известные представители
- Горбатов Евментий Фёдорович — алексинский городовой дворянин (1627—1629).
- Горбатовы: Пётр и Осип Андреевичи, Петр и Филипп Лаврентьевичи — московские дворяне (1676—1692).
- Горбатов Филипп Лаврентьевич — московский дворянин(1677—1678), воевода в Дедилове (1677—1679).
- Горбатов Лаврентий Андреевич — стряпчий (1677), стольник (1688—1692)[1][4][5], владел поместьями в Чернском и Рязанском уездах.